# Ursinia merxmuelleri
Ursinia merxmuelleri là một loài thực vật có hoa trong họ Cúc. Loài này được Prassler miêu tả khoa học đầu tiên.